# Micorremediação
Micorremediação é uma forma de biorremediação, e consiste no uso de fungos para devolver um ambiente (usualmente solo) contaminado por poluentes a um estado menos poluído. O termo foi cunhado por Paul Stamets e refere-se especificamente ao uso de micélios de fungos na biorremediação.
Um dos papeis primários dos fungos num ecossistema é a decomposição, que é efetuada pelo micélio. O micélio segrega enzimas e ácidos extracelulares que decompões a lenhina e a celulose, os principais constituintes das fibras vegetais. Trata-se de compostos orgânicos constituídos por cadeias longas de carbono e hidrogénio, estruturalmente semelhantes a muitos poluentes orgânicos. A chave da micorremediação é determinar qual a espécie de fungo certa para atingir um determinado poluente específico. Há relatos de algumas estirpes serem capazes de degradar os gases de nervos VX e sarin.
Numa experiência conduzida em conjunto com S. A. Thomas, um dos principais contribuidores da indústria da biorremediação, um talhão de solo contaminado com gasóleo foi inoculado com micélios de Pleurotus ostreatus; nos talhões de controlo foram usadas técnicas tradicionais de biorremediação (bactérias). Após quatro semanas, mais de 95% dos HAPs (hidrocarbonetos aromáticos policíclicos) haviam sido reduzidos a compostos não-tóxicos nos talhões inoculados com os micélios. Aparentemente, a comunidade microbiana natural participa com os fungos na decomposição dos contaminantes, em dióxido de carbono e água eventualmente. Os fungos decompositores de madeira são particularmente eficazes na degradação de poluentes aromáticos (componentes tóxicos do petróleo), bem como de compostos clorados (alguns pesticidas persistentes; Battelle, 2000).